# Zathura - Un'avventura spaziale
Zathura - Un'avventura spaziale (Zathura: A Space Adventure) è un film del 2005 diretto da Jon Favreau e ispirato al romanzo per bambini Zathura (2002) scritto da Chris Van Allsburg, autore anche di Jumanji, libro dal quale è tratto il film omonimo nel 1995.
Secondo il marketing, Zathura sarebbe ambientato nello stesso universo di Jumanji, con il quale condivide il canovaccio narrativo, riguardante un gioco da tavolo che modifica la realtà, venendo però ambientato nello spazio anziché nella giungla. A differenza del libro, il film non presenta però alcuna menzione agli eventi narrati in Jumanji.

## Trama
Walter e Danny sono due fratelli, rispettivamente di 10 e 7 anni, che litigano continuamente e non vanno proprio d'accordo né fra di loro né con la loro sorella maggiore Lisa, di 16 anni, che non dimostra alcuna attenzione per loro. Un giorno, mentre il loro padre, divorziato, è al lavoro e Lisa è rimasta in camera sua a dormire fino a tardi, Danny trova in cantina un vecchio e misterioso gioco da tavolo retrofuturistico a tema spaziale chiamato Zathura. Il gioco consiste nel muoversi su delle caselle con due navicelle, di tante caselle quante ne vengono indicate da un contatore meccanico azionato con una chiavetta ed un pulsante, ed intraprendere le azioni scritte su delle carte che escono dal giocattolo in corrispondenza di ogni casella; per vincere bisogna raggiungere per primi Zathura, l'obiettivo finale. Danny tenta di convincere Walter a giocare ma viene ignorato, quindi inizia da solo ed il primo lancio gli fa ricevere una carta che parla di una pioggia di meteoriti: essa si verifica veramente e distrugge il salotto. Walter e Danny si rendono quindi conto che il gioco ha alterato la realtà che li circonda e che la loro casa ha iniziato a fluttuare nello spazio cosmico.
Walter e Danny tentano di informare Lisa della situazione, ma lei non gli crede e, pensando che sia sera, si chiude in bagno per prepararsi in fretta per un appuntamento. Una volta capito che bisogna lanciare una volta a testa (il gioco non funziona se la stessa persona tenta di lanciare per due volte di fila), Walter avvia il proprio turno ed ottiene una carta che tramuta il bagno dove si trova Lisa in una cella criogenica che la fa ibernare per cinque turni. I due fratelli deducono che per porre fine a questi eventi devono terminare il gioco. Continuando a giocare, Walter e Danny inizialmente affrontano un robot che dovrebbe essere di proprietà di Walter e dovrebbe difendere i giocatori dalle forme di vita aliene, ma che secondo il gioco è difettoso, motivo per cui scambia Walter per un alieno e tenta di annientarlo. In seguito vengono quasi catturati dal campo di gravità della stella Tsouris-3 ed incappano negli Zorgon, i principali antagonisti del film, famelici alieni rettiliani. Danny lancia di nuovo ed ottiene una carta che fa arrivare un astronauta, il quale riesce ad allontanare gli Zorgon spegnendo tutte le fonti di calore della casa e lanciando fuori dalla casa un divano incendiato, che viene inseguito dagli alieni. L'astronauta spiega quindi che gli Zorgon, essendo creature a sangue freddo, sono attratti dal calore e vagano per la galassia alla ricerca di zone calde ed oggetti da bruciare, in quanto hanno bruciato il loro pianeta, e in seguito inizia a mangiare le provviste nel frigorifero dicendo di essere molto affamato in quanto ha attraversato un piccolissimo sfintere temporale. Walter vorrebbe cacciarlo via, ma la decisione a tale riguardo spetta a chi ha estratto la carta che lo ha fatto arrivare, cioè Danny, che gli permette di restare, convinto che possa essere ancora di aiuto.
I tre stanno per ricominciare a giocare quando Walter nota che la navetta di Danny è più avanti rispetto a dove l'avevano lasciata, quindi capisce che Danny ha cercato di barare e riporta indietro la sua navetta. Il gioco tuttavia giudica illecita solo l'azione di Walter, che viene espulso nello spazio per punizione. L'astronauta riesce a trarre in salvo Walter, il quale però continua a dare la colpa a Danny per aver iniziato il gioco e per altre brutte cose, tra cui il divorzio dei genitori, portando così i due fratelli ad un ennesimo litigio, con Danny che scappa allontanandosi. A seguito di ciò, Walter avanza e riceve una carta dorata che invoca una stella cadente, con la quale può esprimere un desiderio che si avvera immediatamente. L'astronauta sgrida Walter dicendogli che non sempre la prima idea che viene è la migliore ed in seguito, non vedendo Danny, crede che Walter abbia desiderato che Danny scomparisse, ma Danny si è solo nascosto sotto il letto e Walter, messo sotto pressione, non è riuscito a pensare ad altro che ad un pallone da football autografato. A quel punto l'astronauta rivela che egli, quindici anni prima, aveva iniziato a giocare a Zathura con suo fratello, con il quale litigava sempre, e quando era capitato sulla carta della stella cadente era talmente arrabbiato che aveva desiderato che il fratello non fosse mai nato; a seguito di ciò, non essendoci più un secondo giocatore, era rimasto bloccato nel gioco, che non gli consentiva di continuare (con la speranza di far arrivare una nuova stella cadente e far ritornare il fratello) in quanto non era il suo turno. L'astronauta ammonisce quindi Walter dicendogli che certi giochi non si possono fare da soli ed invita i due fratelli a concludere il gioco, promettendogli che li aiuterà qualsiasi cosa succeda.
Lisa intanto viene liberata dalla criogenia e riaccende la caldaia, non sapendo cosa sta succedendo e pensando che sia stata spenta per scherzo dai fratelli, quindi attira di nuovo gli Zorgon. Solo dopo una serie di eventi Lisa finalmente si rende conto della situazione e, insieme ai fratelli e all'astronauta, si nasconde in soffitta, ma i tre dimenticano di portare con loro il gioco, il quale finisce sulla nave degli Zorgon. Danny riesce a tornare giù utilizzando il montavivande ed a recuperare il gioco dalla nave aliena appena prima che venga bruciato, ma nel farlo lascia tracce che suggeriscono agli alieni la presenza di esseri viventi. Nel frattempo Walter utilizza una sua carta ottenuta precedentemente per riprogrammare il robot e fargli cacciare gli Zorgon, e Lisa inizia ad innamorarsi dell'astronauta. Al turno successivo, Walter ottiene il passaggio di un'altra stella cadente e, ringraziando l'astronauta per l'aiuto, esprime il desiderio che il fratello dell'astronauta ritorni. A seguito di ciò compare un altro Danny, rivelando che l'astronauta è in realtà una versione adulta di Walter, proveniente da una linea temporale in cui ha fatto sparire Danny e ha dovuto sopravvivere nello spazio per anni finché il gioco non lo ha invocato nuovamente. Il Walter adulto si complimenta con il Walter bambino per avere fatto una scelta migliore della sua e gli augura di finire il gioco, poi le due coppie di fratelli si fondono in una sola; Lisa rimane disgustata nello scoprire di essersi innamorata di suo fratello da grande.
Improvvisamente un'intera flotta di navi Zorgon circonda la casa e apre il fuoco. Danny effettua un altro lancio che gli fa raggiungere Zathura, vincendo la partita, e Zathura si rivela essere un buco nero che risucchia tutto. I tre si ritrovano a casa, dove tutto è esattamente com'era prima che iniziasse il gioco, nel momento in cui il padre rientra. A seguito di questa incredibile esperienza, Walter e Danny hanno capito quanto siano profondi il valore ed il significato dell'essere fratelli, motivo per cui smettono di litigare ed iniziano a giocare e scherzare insieme, per poi, insieme a Lisa, stringere la promessa di non parlare mai a nessuno di Zathura.

## Distribuzione
Il film è uscito nelle sale cinematografiche statunitensi l'8 novembre 2005, mentre in Italia il 7 aprile 2006.

## Accoglienza

### Incassi
Costato 65 milioni di dollari, il film ne ha incassati altrettanti, di cui 29 in Nord America e 36 resto del mondo.

### Critica
Il sito aggregatore di recensioni Rotten Tomatoes riporta che il 76% delle 161 recensioni professionali ha dato un giudizio positivo sul film con un voto medio di 6,60 su 10. Su Metacritic il film detiene un punteggio di 67 su 100 basato sul parere di 30 critici.

## Altri media
Il film ha avuto lo stesso anno dell'uscita una trasposizione letteraria illustrata, intitolata Zathura: The Movie - Junior Novel.
La Pressman Toy Corporation ha realizzato un gioco da tavolo basato sul film, chiamato Zathura: Adventure is Waiting.
Il 3 novembre 2005 è uscito un omonimo videogioco, sviluppato da High Voltage Software e distribuito da 2K Games per PlayStation 2 e Xbox. Ha ricevuto recensioni generalmente negative.